# Muorahisrivier
Muorahisrivier (Zweeds: Muorahisjåkka of -johka) is een beek die stroomt in de Zweedse  gemeente Kiruna. De rivier stroomt tussen twee bergen door en voert hun water naar het noorden af. De rivier is de uitloper van de Muorahisvallei. Stroomafwaarts ligt links van de rivier de Westelijke Muorahisberg; rechts de Oostelijke Muorahisberg. De rivier is circa 4 kilometer lang.
Afwatering: Muorahisrivier → Alesrivier → Torne → Botnische Golf